# Virson
Virson település Franciaországban, Charente-Maritime megyében. Lakosainak száma 738 fő (2022. január 1.). Virson Aigrefeuille-d’Aunis, Anais, Bouhet, Chambon, Forges, Puyravault és Saint-Christophe községekkel határos.

## Népesség
A település népessége az elmúlt években az alábbi módon változott:
| Lakosok száma | 292  | 363  | 387  | 635  | 746  | 754  | 760  | 766  | 757  | 738  |
|               | 1968 | 1982 | 1990 | 2006 | 2013 | 2015 | 2017 | 2019 | 2020 | 2022 |